# 邯鄲諸国物語
『邯鄲諸国物語』（かんたんしょこくものがたり）は、国内諸国の伝奇物語を繋げたオムニバスの合巻。天保5年（1834年）、柳亭種彦が書き始め、その没後、門弟の笠亭仙果が、弘化5年（1848年）から書き繋いだ。

## 経緯
天保5年、52歳の柳亭種彦は、『偐紫田舎源氏』の11、12、13編を刊行して人気の盛りにあった。（好評だった『正本製』シリーズは、3年前に終わっていた。）この年から彼は、『邯鄲諸国物語』を、『田舎源氏』に並行して世に問い、毎年あるいは隔年に編を重ねた。挿絵は親友の歌川国貞であった。
天保13年（1842年）、種彦は水野忠邦の天保の改革により、『田舎源氏』の出版を禁じられ、そして没し、『諸国物語』は8編で中断した。
- 柳亭種彦の『邯鄲諸国物語』
  - 初編/2編：天保5年（1834）、近江の巻／近江の巻 附 出羽の巻
  - 3編：天保6年（1835）、大和の巻
  - 4編：天保8年（1837）、大和の巻
  - 5編：天保9年（1838）、大和巻残編
  - 6編：天保11年（1840）、播磨の巻前編
  - 7編/8編：天保12年（1841）、播磨の巻中編／播磨の巻下編

弘化5年（1848年）、種彦の門弟だった笠亭仙果が、「故柳亭先生旧案門人仙果補綴」と断り書きして9編を出し、以後続刊した。絵師は変わった。
- 笠亭仙果の『邯鄲諸国物語』
  - 9編：弘化5年（1848）、伊勢の巻前編、二世歌川豊国画
  - 10編：嘉永2年（1849）、伊勢の巻後編 附 遠江の巻、二世豊国画
  - 11編：嘉永3年（1850）、遠江の巻前編、二世豊国画
  - 12/13編：嘉永4年（1851）、遠江の巻後編、二世豊国画／摂津の巻、二世豊国・歌川貞秀画
  - 14/15編：嘉永5年（1852）、摂津の巻、貞秀画／摂津の巻、貞秀画
  - 16/17/18編：嘉永6年（1853）、摂津の巻、二世国貞画／摂津の巻、二世国貞画／摂津の巻、二世国貞画
  - 19編：安政元年（1854）、摂津の巻、二世国貞画
  - 20編：安政3年（1856）、摂津の巻、二世国貞画

全20編を通じ、版元は芳町（現在の中央区日本橋人形町）の栄久堂山本平吉であった。一編は上下2冊、一冊は半裁した半紙の右左に1ページずつを刷り、2つに折り、10枚重ねて綴じた20ページの、B6に近い中本であった。

## 内容
結局は善玉がむくわれる勧善懲悪の筋立てに色模様がからむ「諸国物語」の、国は変わり、ただし、前編の人物の一部は後の編にも登場して繋がる。
種彦は初編の序に、「この絵草紙は井原西鶴の『西鶴諸国はなし』や江島其磧の『其磧諸国物語』を真似て作ったのだが、『種彦諸国物語』とするのも気が引けるから、『邯鄲の夢』の『邯鄲』を使う」と、書いている。のちには、『種彦諸国物語』の題簽の版も出た。
笠亭仙果は、『伊勢の巻』は種彦の『笹色猪口暦手』を、『遠江の巻』は『其磧諸国物語』を、『摂津の巻』は栗杖亭鬼卵の『長柄長者鶯塚』を翻案したと、ことわっている。

## 出版の状況
最も新しい出版は、昭和2年（1927年）である。
- 礫川出版 古今小説名著集 7、10、13、15巻、第2期2巻中に分散 （1892）
- 東亜堂書房 日本文芸叢書29巻、30巻（幸田露伴校訂）（1911）
- 国書刊行会 家庭絵本文庫、全5巻（1915）
- 金星堂 日本文藝叢書刊行會 第2期19巻全2冊（1927）